# كاروزيو
كاروزيو (بالإيطالية: Carrosio)‏ هي بلدية في مقاطعة ألساندريا في إقليم بييمونتي في إيطاليا.

## السكان
في سنة 1861 بلغ عدد السكان 825 نسمة، وتطور العدد ليصل في سنة 2011 لـ 481 نسمة.
يظهر هذا المخطط البياني تطور النمو السكاني لـ كاروزيو